# Episodi de Il mago (serie televisiva 1973)
Questa voce contiene trame, dettagli e crediti dei registi e degli sceneggiatori dell'unica stagione della serie televisiva Il mago.
Negli Stati Uniti, l'episodio pilota fu trasmesso il 17 marzo 1973. La serie effettiva andò in onda sulla CBS dal 2 ottobre 1973 al 15 aprile 1974.
| n° | Titolo originale                                 | Titolo italiano | Prima TV USA     | Prima TV Italia |
| -- | ------------------------------------------------ | --------------- | ---------------- | --------------- |
| –  | Pilot                                            |                 | 17 marzo 1973    |                 |
| 1  | The Manhunters                                   |                 | 2 ottobre 1973   |                 |
| 2  | The Vanishing Lady                               |                 | 9 ottobre 1973   |                 |
| 3  | Illusion in Terror                               |                 | 23 ottobre 1973  |                 |
| 4  | Lightning on a Dry Day                           |                 | 30 ottobre 1973  |                 |
| 5  | Ovation for Murder                               |                 | 6 novembre 1973  |                 |
| 6  | Man on Fire                                      |                 | 20 novembre 1973 |                 |
| 7  | Lady in a Trap                                   |                 | 27 novembre 1973 |                 |
| 8  | The Man Who Lost Himself                         |                 | 11 dicembre 1973 |                 |
| 9  | Nightmare in Steel                               |                 | 18 dicembre 1973 |                 |
| 10 | Shattered Image                                  |                 | 8 gennaio 1974   |                 |
| 11 | The Illusion of the Curious Counterfeit (Part 1) |                 | 14 gennaio 1974  |                 |
| 12 | The Illusion of the Curious Counterfeit (Part 2) |                 | 21 gennaio 1974  |                 |
| 13 | The Illusion of the Stainless Steel Lady         |                 | 28 gennaio 1974  |                 |
| 14 | The Illusion of the Queen's Gambit               |                 | 4 febbraio 1974  |                 |
| 15 | The Illusion of Black Gold                       |                 | 11 febbraio 1974 |                 |
| 16 | The Illusion of the Lost Dragon                  |                 | 18 febbraio 1974 |                 |
| 17 | The Illusion of the Deadly Conglomerate          |                 | 25 febbraio 1974 |                 |
| 18 | The Illusion of the Fatal Arrow                  |                 | 4 marzo 1974     |                 |
| 19 | The Illusion of the Lethal Playthings            |                 | 18 marzo 1974    |                 |
| 20 | The Illusion of the Cat's Eye                    |                 | 25 marzo 1974    |                 |
| 21 | The Illusion of the Evil Spikes                  |                 | 15 aprile 1974   |                 |